# Roy Beukenkamp
Roy Beukenkamp (Amsterdam, 12 januari 1968) is een Nederlands scout, voormalig keeperstrainer en oud-voetballer. Hij werd in september 2016 aangesteld als scout bij Manchester United, dat hem overnam van PSV.

## Carrière
Beukenkamp maakte zijn profdebuut bij FC Den Haag in een met 2-0 verloren uitwedstrijd tegen Vitesse op 19 juni 1991. Na drie seizoenen, waarin hij vijftien wedstrijden keepte, werd zijn contract niet verlengd. Hij kwam vervolgens 3 jaar uit voor de amateurs van AFC. Hierna was het toch weer ADO Den Haag dat hem tekende, hij kwam twee jaar voor hen uit. In 1998 stapte Beukenkamp over naar FC Groningen, alwaar hij een belangrijke kracht was in de promotie in 2000.
Tijdens het seizoen 2002/03 werd Beukenkamp slachtoffer van een ludieke actie van Heerenveen-fans in de aanloop naar de uitwedstrijd tegen SC Heerenveen. In de tuin van Beukenkamp werden enkele visartikelen geplaatst. Toen hij na een ongerust telefoontje van zijn vrouw ter plekke kwam, kreeg hij het verzoek met de aanwezige fans op de foto te gaan, terwijl hij een Heerenveen-sjaal zou dragen. Dit ging de keeper echter te ver. Wel sprak hij zijn waardering uit voor een ludieke actie van Groningen-fans, die een beeld van Abe Lenstra in de clubkleuren van FC Groningen hadden geverfd.
Via een persbericht werd Beukenkamp een "visvergunning" aangeboden. Deze visvergunning hield in dat Beukenkamp toestemming had van de Heerenveen-fans ten minste 5 doelpunten door te laten tijdens de uitwedstrijd tegen Heerenveen. De keeper was tot dan toe aan een zeer goed seizoen bezig, hij was een van de minst gepasseerde keepers. Overigens eindigde de wedstrijd in een 2-1 thuis overwinning voor SC Heerenveen.
Eind 2003 werd Beukenkamp ambassadeur voor Kids United, een voetbalclub voor gehandicapte kinderen uit Groningen.
Na het seizoen 2003/04 hing Beukenkamp zijn keeperhandschoenen aan de wilgen, maar nam geen afscheid van FC Groningen. Na 258 wedstrijden in het professionele voetbal gekeept te hebben, zette Beukenkamp zijn carrière door als keeperstrainer. Vanaf het seizoen 2007/08 ging hij zich geheel richten op de scouting bij de profs van FC Groningen. 19 september 2008 werd bekend dat zijn contract bij FC Groningen na het lopende seizoen niet zou worden verlengd. De club wilde niet toelichten waarom.
FC Twente besloot hierop Beukenkamp aan de staf toe te voegen. Per 1 juli 2009 trad hij officieel in dienst treden van de club als scout. Beukenkamp kreeg op 27 juni 2015 een aanstelling bij PSV als scout voor de jeugdafdeling. Hij verruilde de Eindhovense club in september 2016 voor Manchester United, waar hij scout werd voor het eerste elftal.

## Clubstatistieken
| Seizoen   | Club         | Divisie        | Duels | Goals |
| --------- | ------------ | -------------- | ----- | ----- |
| 1990/1991 | FC Den Haag  | Eerste divisie | 2     | 0     |
| 1991/1992 | FC Den Haag  | Eerste divisie | 0     | 0     |
| 1992/1993 | FC Den Haag  | Eerste divisie | 15    | 0     |
| 1996/1997 | ADO Den Haag | Eerste divisie | 33    | 0     |
| 1997/1998 | ADO Den Haag | Eerste divisie | 31    | 0     |
| 1998/1999 | FC Groningen | Eerste divisie | 27    | 0     |
| 1999/2000 | FC Groningen | Eerste divisie | 32    | 0     |
| 2000/2001 | FC Groningen | Eredivisie     | 30    | 0     |
| 2001/2002 | FC Groningen | Eredivisie     | 32    | 0     |
| 2002/2003 | FC Groningen | Eredivisie     | 30    | 0     |
| 2003/2004 | FC Groningen | Eredivisie     | 28    | 0     |